# ميلاني سيرانو
ميلاني سيرانو (بالإسبانية: Melanie Serrano)‏ (12 أكتوبر 1989 بإشبيلية في إسبانيا - ) هي لاعبة كرة قدم إسبانية في مركز الظهير. لعبت مع نادي برشلونة لكرة القدم للسيدات ونادي برشلونة.

## وصلات خارجية
- ميلاني سيرانو على موقع الاتحاد الدولي (مؤرشف)  (الإنجليزية)
- ميلاني سيرانو على موقع الاتحاد الأوربي (الإنجليزية)
- ميلاني سيرانو على موقع قاعدة بيانات كرة القدم.إي يو (الإنجليزية)
- ميلاني سيرانو على موقع Soccerway.com (الإنجليزية)
- ميلاني سيرانو على موقع عالم كرة القدم.نت (الإنجليزية)